# Saroptila
Saroptila is een geslacht van vlinders van de familie spinneruilen (Erebidae), uit de onderfamilie Hypeninae.

## Soorten
- S. foveata Turner
- S. megalosara Turner, 1909
- S. milichias Turner, 1909
- S. platysara Turner, 1929